# Souviens-toi du jour…
Pour les articles homonymes, voir Souviens-toi (homonymie).
Singles de Mylène Farmer
Je te rends ton amour
(1999) Optimistique-moi
(2000)
Souviens-toi du jour... est une chanson de Mylène Farmer, sortie en single le 28 septembre 1999 en tant que troisième extrait de l’album Innamoramento. 
Sur une musique pop composée par Laurent Boutonnat, Mylène Farmer écrit un texte inspiré par le livre Si c'est un homme de Primo Levi, dans lequel il relate sa propre histoire dans les camps de concentration nazis.
Le clip, réalisé par Marcus Nispel, met en scène la chanteuse dans une maison en proie aux flammes, symbolisant d'un côté la haine destructrice des hommes, et de l'autre l'Humanité qui résiste au chaos et parvient toujours à se relever.
La chanson connaît le succès en France, atteignant la 4e place du Top 50 ainsi que la 8e place des diffusions radio.

## Contexte et écriture
En septembre 1999, Mylène Farmer entame sa troisième tournée, le Mylenium Tour, portée par le succès de son album Innamoramento, écoulé à plus de 800 000 exemplaires en cinq mois. 
Après le titre légèrement techno L'Âme-Stram-Gram et la ballade Je te rends ton amour (qui a créé la polémique à cause de son clip censuré), Souviens-toi du jour... est choisi comme troisième single.

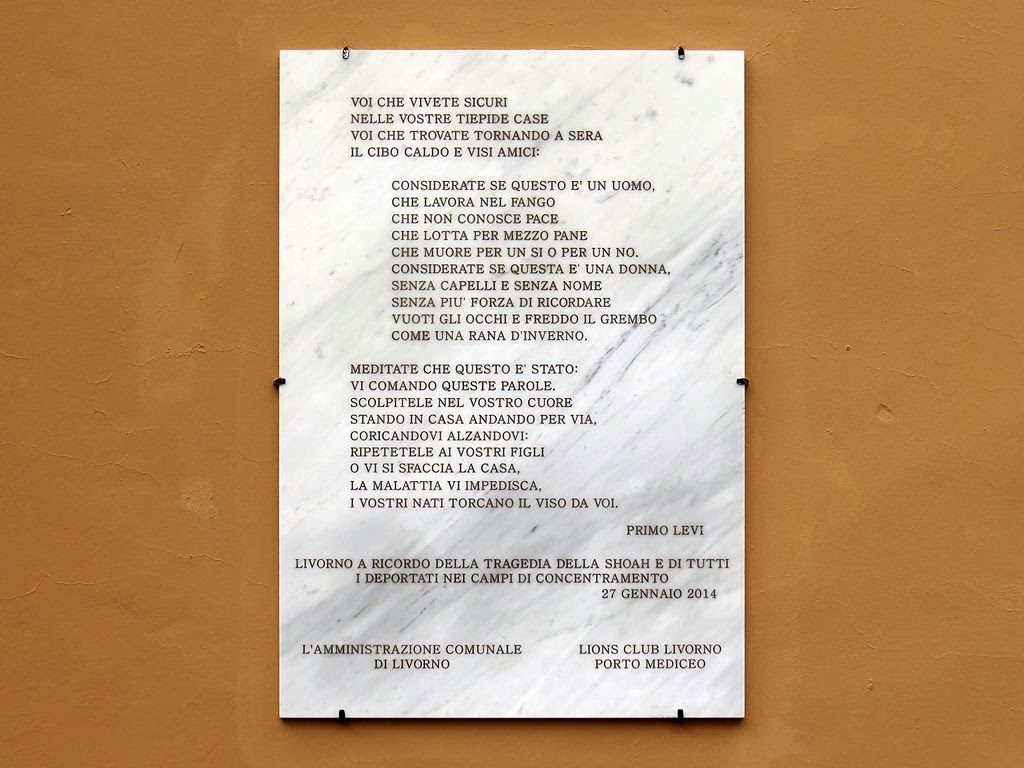
Plaque commémorative reprenant un extrait de Si c'est un homme de Primo Levi.

Sur une musique pop composée par Laurent Boutonnat, Mylène Farmer écrit un texte inspiré par le livre Si c'est un homme de Primo Levi, dans lequel il relate sa propre histoire dans les camps de concentration nazis.
Insistant sur le devoir de mémoire collective, la chanteuse déplore la capacité aussi forte de l'Homme pour construire que pour détruire (« Souviens-toi que l'on peut tout donner... Souviens-toi que l'on peut tout briser »).

La phrase « Zakhor eth ayom » signifie « Souviens-toi du jour » en  hébreu.
Outre Si c'est un homme, elle fait également référence à des poèmes de Pierre Reverdy, notamment Abat-jour (« Le souffle à peine échappé... Les mains se sont élevées ») et Entre deux mondes (« Pour une minute, pour une éternité »).

## Sortie et accueil critique
Le single sort le 28 septembre 1999, avec une photo de Philippe Salomon présentant la chanteuse sur un fond noir, tenant un voile, les yeux fermés.

### Critiques
- « Un peu à la manière de Désenchantée, elle propose une fois de plus un sujet des plus graves sur une musique entraînante et efficace. Commencé à l'allure d'une prière, le titre s'élance ensuite dans un tempo entraînant. »[6]

## Vidéo-clip

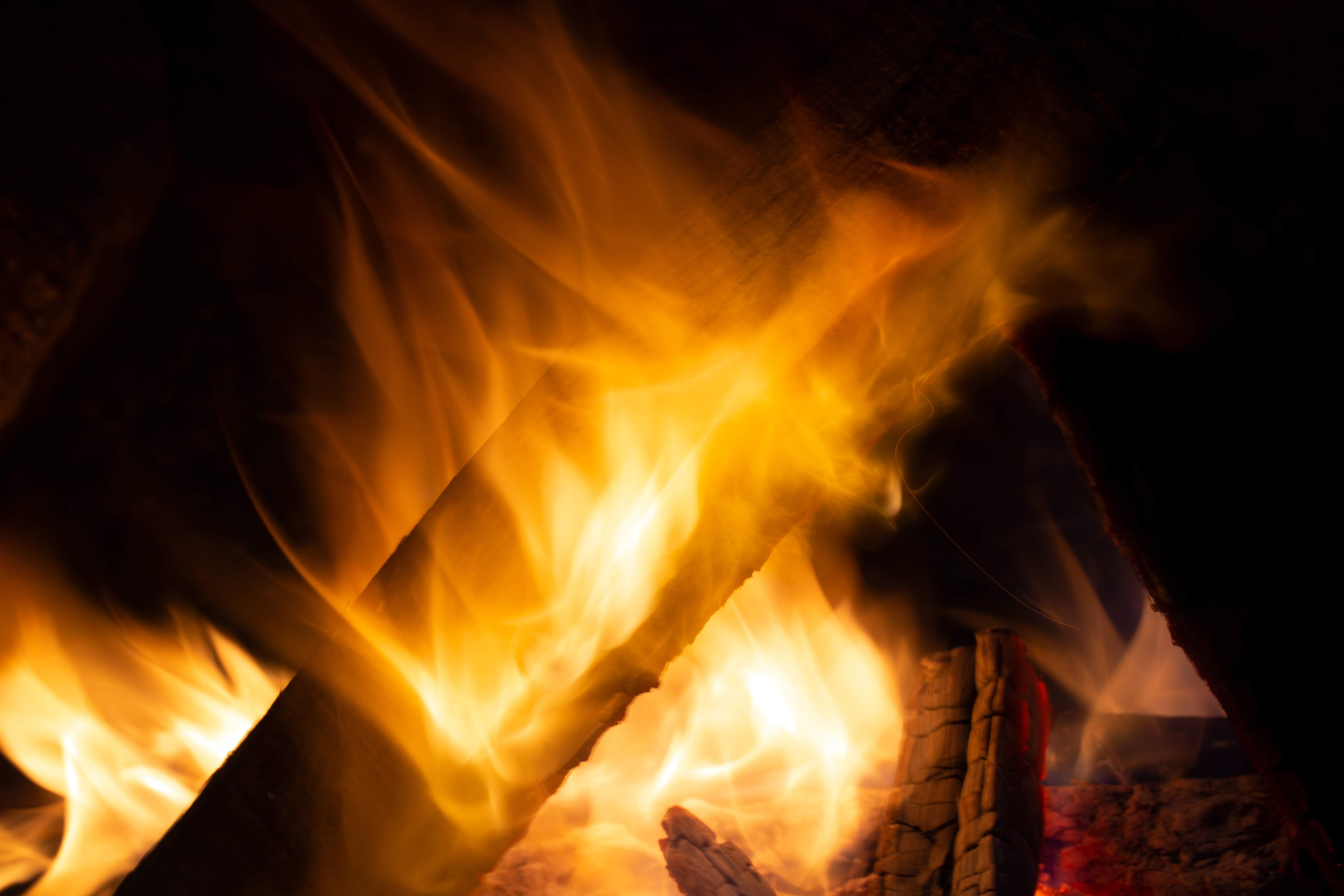
Le clip présente la chanteuse dans une maison en flammes.

Afin de réaliser le clip de Souviens-toi du jour..., Mylène Farmer fait de nouveau appel à Marcus Nispel, qui avait déjà réalisé les clips de XXL, L'Instant X et Comme j'ai mal.
Tourné à Los Angeles, le clip met en scène la chanteuse dans une maison en proie aux flammes, vêtue d'une robe en cristal dessinée par Thierry Mugler.

Ne souhaitant pas un clip en lien direct avec l'Holocauste, elle opte pour un clip symbolique : d'un côté les flammes, symboles de la haine destructrice des hommes, et de l'autre la chanteuse, reflet de l'Humanité qui résiste au chaos qui l'entoure et parvient toujours à se relever, comme en témoigne la dernière image du clip, qui montre un univers dévasté dans lequel Mylène Farmer apparaît en position fœtale, prête à renaître. Le réalisateur se souvient : 

« On a construit la maison du clip sur un parking à Los Angeles, car nous avions l'obligation de tourner dans un endroit dégagé, pour des raisons de sécurité. D'ailleurs, la maison n'avait pas de toit pour que la fumée puisse facilement s'évacuer. Mylène portait une robe en plastique et sa coiffure tenait grâce à des tonnes de laque, ce qui n'est pas franchement l'idéal quand on se retrouve entourée par les flammes. On avait couvert sa robe et ses cheveux d'un produit spécial pour retarder la combustion mais malgré tout, les bulles de plastique de sa robe n'arrêtaient pas d'exploser comme des pétards. Encore une fois, nous n'avons pas utilisé d'effets spéciaux, tout était vraiment en feu... Sinon, Mylène n'aurait pas voulu le faire ! »

Certains plans rappellent le poème Le Brasier de Guillaume Apollinaire : « Et pour toujours je suis assis dans un fauteuil, ma tête mes genoux mes coudes vain pentacle, les flammes ont poussé sur moi comme des feuilles ».

### Sortie et accueil
Le clip est diffusé en télévision à partir du 24 septembre 1999.
- « Un clip élégant et sensuel. »[10]
- « Point de scénario ici mais une symbolique forte. »[2]

## Promotion
Mylène Farmer interprète Souviens-toi du jour... pour la première fois à la télévision le 11 septembre 1999 dans l'émission Tapis rouge sur France 2.
Portant une robe blanche signée Thierry Mugler, elle effectue une chorégraphie basée sur des mouvements de mains et de bras.
Elle chantera le titre une autre fois en novembre 1999 dans l'émission 100% Johnny sur TF1, où elle effectue la même chorégraphie mais cette fois dans une robe couleur chair dessinée par elle-même (sur laquelle sont brodées des nappes de sang), et entourée de huit danseurs.

## Classements hebdomadaires
Dès sa sortie, le titre atteint la 4e place du Top Singles, dans lequel il reste classé durant 22 semaines (dont 15 semaines dans le Top 50).

La chanson est très diffusée en radio, atteignant la 8e place de l'Airplay. Certaines radios, dont NRJ, diffuseront également le Sweet Guitar Mix, réalisé par Royal Garden Sound.
Certifié disque d'argent en France pour plus de 125 000 exemplaires écoulés, Souviens-toi du jour... permet également à l'album Innamoramento de se maintenir dans les meilleures ventes, celui-ci frôlant de nouveau le Top 10 en fin d'année.
| Classement (1999)   | Meilleure position |
| ------------------- | ------------------ |
| Belgique - Wallonie | 18                 |
| France (Ventes)     | 4                  |
| France (Radios)     | 8                  |
| Europe              | 20                 |

## Liste des supports
| 1. | Souviens-toi du jour...                                               | 4:55 |
| 2. | Souviens-toi du jour... (Royal G's Radio Mix, par Royal Garden Sound) | 3:58 |

| 1. | Souviens-toi du jour...                                              | 4:55 |
| 2. | Souviens-toi du jour... (Royal G's Club Mix, par Royal Garden Sound) | 6:55 |
| 3. | Souviens-toi du jour... (Sweet Guitar Mix, par Royal Garden Sound)   | 4:11 |
| 4. | Souviens-toi du jour... (Remember Mix, par Stray Dog Music)          | 5:18 |

| A1. | Souviens-toi du jour... (Royal G's Club Mix, par Royal Garden Sound) | 6:55 |
| A2. | Souviens-toi du jour... (Sweet Guitar Mix, par Royal Garden Sound)   | 4:11 |
| B1. | Souviens-toi du jour...                                              | 4:55 |
| B2. | Souviens-toi du jour... (Remember Mix, par Stray Dog Music)          | 5:18 |

## Crédits
- Paroles : Mylène Farmer
- Musique, arrangements et production : Laurent Boutonnat
- Mixage : Bertrand Châtenet
- Claviers et programmations : Laurent Boutonnat
- Guitares : Jeff Dahlgren
- Batteries : Abraham Laboriel Junior, Matthieu Rabaté et Denny Fongheiser
- Basses : Abraham Laboriel, Jerry Watts et Billy Sheehan
- Chœurs : Carole Rowley, Sophia Nelson, Caroline Pascaud Blandin et Johanna Ferdinand[20]

## Interprétations en concert
Souviens-toi du jour... n'a été interprété que lors des concerts du Mylenium Tour.
Accompagnée de huit danseurs, la chanteuse effectue une chorégraphie basée sur des mouvements de mains et de bras, portant une robe rouge très entrouverte sur les jambes et avec une très longue traîne, signée par Dominique Borg.

## Albums et vidéos incluant le titre

### Albums de Mylène Farmer
| Année | Album          | Version                                     | Durée | Certifications de l'album   |
| 1999  | Innamoramento, | Version Album Instrumental (réédition 2021) | 4:55  | Diamant · Platine · Platine |
| 2000  | Mylénium Tour  | Live 1999                                   | 5:18  | 2 × Platine · Or            |
| 2001  | Les mots       | Version Album                               | 4:55  | Diamant · 2 × Platine · Or  |
| 2020  | Histoires de   | Version Album                               | 4:55  | Platine                     |

### Vidéos de Mylène Farmer
| Année | Vidéo                             | Version    | Durée | Certifications de la vidéo         |
| 2000  | Music Videos III (VHS)            | Vidéo-clip | 5:07  | -                                  |
| 2000  | Mylénium Tour                     | Live 1999  | 7:49  | Diamant (VHS) · Diamant (DVD) · Or |
| 2001  | Music Videos II & III (DVD)       | Vidéo-clip | 5:07  | Diamant                            |
| 2021  | Les clips - L'intégrale 1999-2020 | Vidéo-clip | 5:07  | -                                  |